# Perissogomphus
Genre
Perissogomphus est un genre de libellules de la famille des Gomphidae (sous-ordre des Anisoptères, ordre des Odonates)

## Liste d'espèces
Selon BioLib (8 mars 2021) :
- Perissogomphus asahinai Zhu, Yang & Wu, 2007
- Perissogomphus stevensi Laidlaw, 1922